# 報道するラジオ
報道するラジオ（ほうどうするラジオ）は、2012年10月5日から2018年3月26日までMBSラジオで放送された報道・教養番組。
毎日放送ラジオ報道部の制作で、番組開始から2016年3月25日までは毎週金曜日の21:00 - 22:00、同年3月28日以降は毎週月曜日の20:00 - 21:00（いずれもJST）で生放送。2017年までは、生放送による長時間の特別番組を年末に編成していた。

## 概要
2012年9月29日で放送を終了した毎日放送ラジオ報道部制作の『RadioNews たね蒔きジャーナル』（以下『たね蒔き』と略記）のコンセプトを、『with…夜はラジオと決めてます』（2012年度のナイターオフ期間に火〜金曜の夜間に放送中の生ワイド番組、以下『夜ラジ』と略記）とともに継承した生放送番組。『たね蒔き』から水野晶子（毎日放送アナウンサー、月〜水・金曜メインキャスター）と平野幸夫（毎日新聞大阪本社「ほっと兵庫編集長」、コメンテーター）をパーソナリティとして続投させたほか、千葉猛（木曜メインキャスター）と上田崇順（ニュースキャスター）がリポーターとして隔週で出演する。
当番組では、「ひっかかる…その裏側にこだわる。」というコンセプトの下に、放送日の直近で話題になっているニュースから毎週1〜2のテーマを「ラジオ塔」というコーナーで特集。そのテーマの裏に隠された真相を暴きつつ、リスナーからの意見を交えながら、さまざまな問題を洗い出す。また、当番組の公式サイトでは、直近の週に放送済みの特集の音源を無料で配信している。当初は公式サイトからWindows Media Player形式で配信していたが、2013年10月以降は放送翌日から1週間で音源を更新するペースを維持したまま、YouTube内のMBSラジオ公式チャンネルからの配信に移行している（#外部リンクを参照）。
2012年度のナイターオフシーズン（2012年10月5日〜2013年3月22日）には、『たね蒔き』と同じく21:00 - 22:00で放送。『夜ラジ』の金曜日では、千葉と上田が隔週で「○月○日のニュース」（19時台のニュースコーナー）のキャスターを兼務していた。その一方で、他曜日より放送時間が短い（2時間36分）ことから、他曜日の『夜ラジ』では21時台の後半に放送するニュースコーナーと「お天気のお知らせ」（天気予報）を当番組のエンディング付近に内包させていた。
2013年のナイターシーズン（同年3月29日以降）も、基本放送枠を21:00 - 22:00に設定したうえで継続。『MBSタイガースライブ』→『MBSベースボールパーク』でナイトゲームを中継する週には、中継終了の直後から当番組を放送する。なお野球中継が延長した場合でも、火〜木曜日の21時台に編成された『ナイターのあともラジオと決めちゃいます?』（水曜日に上田・木曜日に水野がコーナー出演）のような短縮処置を取らず、完全スライドで放送する。
2013年度のナイターオフシーズン以降も、基本放送枠を変えないまま放送を継続。毎日新聞社を退職した平野も、「ジャーナリスト」という肩書でレギュラー出演を続けていた。しかし、2016年3月25日放送分を最後に平野が降板。翌週（同月28日）からは、当番組の放送枠を毎週月曜日の20:00 - 21:00に移すとともに、水野の後輩アナウンサー・福本晋悟がパーソナリティに加わった。月曜日に『MBSベースボールパーク』の阪神戦ナイターが予定されている日は、21:30 - 22:00に30分短縮バージョンを放送する（野球中継延長時はその分スライド）。ただし、予備日順延で月曜日に試合が組み込まれた場合には、本番組の通常放送を優先して野球中継は行わない場合がある。
2018年のナイターシーズン前週の3月26日で、当番組を終了。同年12月末日付で毎日放送の定年（60歳）を迎える予定の水野は、当番組の終了を機に、新人（大阪テレビタレントビューロー所属の契約アナウンサー）時代の1981年から37年間にわたって出演してきた毎日放送ラジオ報道部制作の報道番組および、MBSラジオの生ワイド番組から勇退する。MBSラジオでは同日に、『MBSマンデースペシャル』（19:00 - 20:00）で平野をゲストに迎えて「報道するラジオスペシャル　水野晶子が振り返る　ラジオと報道の37年」を放送した後で、当番組の最終回を通常どおり放送した。
2018年4月編成からは、『ニュースなラヂオ』（毎日放送ラジオ報道部が新たに制作する報道番組）が当番組の放送枠を継承。矢野宏をMCに起用する一方で、当番組からは、上田と福本がニュースキャスター兼リポーター兼ニュース解説担当として続投する。

## 「ラジオ塔」コーナー放送内容
放送回数は2012年の第1回放送からの通算回数で表記

### 2012年
- 第1回　2012年10月5日
  - 「何を伝えるのか」　電話ゲスト・水島宏明（ジャーナリスト）
  - 「原発作業員〜その後」いわき市で取材　レポーター・上田崇順
- 第2回　2012年10月12日
  - 浜岡原発住民投票条例案否決　電話ゲスト・池谷晴一（静岡県議会議員）
  - 米軍「思いやり予算」を被災地へ　電話ゲスト・山口洋子（沖縄在住）、スタジオゲスト・前田哲男（軍事ジャーナリスト）、レポーター・千葉猛
- 第3回　2012年10月19日
  - 「お笑い米軍基地」が見る今の沖縄　スタジオゲスト・小波津正光（「お笑い米軍基地」脚本）
  - 被災地に使われない復興税　電話ゲスト・二木啓孝
- 第4回　2012年10月26日
  - 原子力の日 どうなる脱原発基本法案　レポーター・上田崇順
  - 学校を考える 学校日誌が語る戦争時代　スタジオゲスト・田中仁（元教諭）
- 第5回　2012年11月2日
  - 活断層か？視察団に直撃　電話ゲスト・渡辺満久（東洋大学教授）
  - 学校を考える〜いじめ　スタジオゲスト・廣川篤司（東大阪市立孔舎衙（くさか）中学校校長）
- 第6回　2012年11月9日
  - 電気料金値上げ　電話ゲスト・町田徹（経済ジャーナリスト）、松田雅央（ドイツ在住のジャーナリスト）
- 第7回　2012年11月16日
  - 衆議院選挙スタート・地方からの目　スタジオゲスト・嘉田由紀子（滋賀県知事・環境学者）[2]
- 第8回　2012年11月23日
  - 大阪のおばちゃん生トーク「おっさん政治を斬る!!」　スタジオゲスト・谷口真由美（全日本おばちゃん党代表=実際の政治団体ではない）、湯浅誠（年越し派遣村代表）
- 第9回　2012年11月30日
  - 選挙公約「ひっかかる、その裏側」　衆議院選挙立候補予定者が多数出演しての討論会
- 第10回　2012年12月7日
  - 「太平洋戦争開戦の日を前に考える『日本の戦争責任』」電話ゲスト・大賀和男（元・毎日新聞記者）
  - 就職活動中の大学生に聞く総選挙の争点　レポーター・千葉猛
- 第11回　2012年12月14日
  - 小出裕章さんに聞く　原発事故、放射能…　スタジオゲスト・小出裕章（京都大学原子炉実験所助教）[3]
- 第12回　2012年12月21日
  - 政権交代! 一足先に「報ラジ国会」始めます!　スタジオゲスト・西村康稔（自民党）、泉健太（民主党）、村上政俊（日本維新の会、何れも直前に実施された第46回衆議院議員総選挙で当選した近畿地方選出の衆議院議員）
- 第13回　2012年12月28日
  - 大飯原発の破砕帯は活断層か…　電話ゲスト・渡辺満久、レポーター・千葉猛[4]
  - 漢字1文字で振り返る2012年　電話ゲスト・北丸雄二（ニューヨーク在住のジャーナリスト）

### 2013年
- 第14回　2013年1月4日
  - 参院選へ〜アベノミクスの真相を問う　スタジオゲスト・谷川秀善（自民党大阪府連顧問）、荻原博子（経済ジャーナリスト）
- 第15回　2013年1月11日
  - 安倍総理・橋下市長の会談の中身とは?!その動き、民主はどう見る?!　スタジオゲスト・梅村聡（参議院議員・民主党大阪府連代表代行）
- 第16回　2013年1月18日
  - 阪神淡路大震災から18年〜“どう伝えていくか”　レポーター・千葉猛
  - 阪神淡路大震災から18年〜復興の現実　スタジオゲスト・出口俊一（兵庫県震災復興研究センター事務局長）、阿多澄夫（婦人服店「クィーン」経営）
- 第17回　2013年1月25日
  - 電気料金値上げ　消費者の疑問に関西電力はどう答えたか?　レポーター・千葉猛、スタジオゲスト・飯田秀男（関西消費者団体連絡懇談会代表世話人）
- 第18回　2013年2月1日
  - ホットスポット〜低線量の放射線・健康への影響は?
- 第19回　2013年2月8日
  - 予算委員会始まる!予算案を、徹底検証!名物『報ラジ国会』予算編!　スタジオゲスト・佐藤ゆかり（自民党参議院議員）、尾立源幸（民主党参議院議員）、福場ひとみ（ジャーナリスト）
- 第20回　2013年2月15日
  - どうすんねん!原発のゴミ　スタジオゲスト・小坂勝弥（核のゴミキャンペーン関西）、伊佐治整（毎日放送報道部記者）
- 第21回　2013年2月22日
  - 退潮する原発ゼロ政策　スタジオゲスト・古賀茂明（元・経済産業省官僚）、飯田哲也（環境エネルギー政策研究所長）
  - 日米首脳会談への展望　電話ゲスト・北丸雄二
- 第22回　2013年3月1日
  - 脱北女性が語る北朝鮮　スタジオゲスト・石丸次郎（ジャーナリスト）、リ・ハナ（仮名、関西学院大学4回生）
- 第23回　2013年3月8日
  - 原発から10km、20km地点はいま　福島と舞鶴を行く（福島県南相馬市からの全編生中継）
- 第24回　2013年3月15日
  - 原発作業員の2年　レポーター・上田崇順
  - TPP交渉参加表明の裏側　レポーター・神崎智大（毎日放送ラジオ報道部記者・東京支社駐在）
- 第25回　2013年3月22日
  - 福島第一原発停電　スタジオゲスト・小出裕章、レポーター・上田崇順
  - 出生前診断　電話ゲスト・高田史男（北里大学大学院教授）
- 第26回　2013年3月29日
  - 菅直人元首相が語る福島第一原発事故　スタジオゲスト・菅直人（元内閣総理大臣）
- 第27回　2013年4月5日
  - 堀潤さんの取材リポート　スタジオゲスト・堀潤（フリーアナウンサー。NHK退職後初出演）
- 第28回　2013年4月12日
  - 小出さんに聞く汚染水漏れ　スタジオゲスト・小出裕章
  - 福島の避難区域再編　レポーター・亘佐和子（ディレクター）
- 第29回　2013年4月19日
  - 世界に広がる「テロ不安」と、どう向き合うか　電話ゲスト・北丸雄二（ジャーナリスト）、スタジオゲスト・石丸次郎
- 第30回　2013年4月26日
  - 防げるのか?!新型鳥インフルエンザ　スタジオゲスト・木村盛世（医師、厚労省官僚）、リポーター・辻憲太郎（毎日放送ラジオ報道部記者・JNN上海支局駐在）
- 第31回　2013年5月3日
  - 憲法記念日〜改憲でどうなる?本当のところを探ります　スタジオゲスト・伊藤真（弁護士、日弁連憲法委員会副委員長、伊藤塾塾長）
- 第32回　2013年5月10日
  - デモ参加で逮捕〜憲法の表現の自由を考える　スタジオゲスト・下地真（阪南大学准教授）、石埼学（龍谷大学教授）
- 第33回　2013年5月17日
  - マイナンバー制度、本当に大丈夫?　スタジオゲスト・桐山桂一（ノンフィクション作家、東京新聞・中日新聞論説委員）、電話ゲスト・北丸雄二
- 第34回　2013年5月24日
  - 史実から問う、従軍慰安婦問題　スタジオゲスト・吉見義明（中央大学教授）
- 第35回　2013年5月31日
  - 先週に続き歴史認識…橋下市政から考えます　スタジオゲスト・木戸衛一（大阪大学大学院准教授）、レポーター・千葉猛
- 第36回　2013年6月7日
  - “株価”急落! “円”急上昇! アベノミクスでどうなる?　スタジオゲスト・町田徹、レポーター・上田崇順
- 第37回　2013年6月14日
  - スペシャルウイーク! 原発の活用は経済成長につながるか　スタジオゲスト・金子勝（慶応大学経済学部教授）、リポーター・神崎智大
- 第38回　2013年6月21日
  - 参院選争点〜TPP交渉参加で、暮らしはどうなる?　スタジオゲスト・内田聖子（アジア太平洋資料センター事務局長）、孫崎享（元外務省国際情報局長）、レポーター・神崎智大
- 第39回　2013年6月28日
  - 迫る参議院選挙!大阪の立候補予定者が激論
- 第40回　2013年7月5日
  - 参院選挙〜各党公約を“わかりやすく”ひも解きます
- 第41回　2013年7月12日
  - 参院選挙〜各党公約を“わかりやすく”ひも解きます その2
- 第42回　2013年7月19日
  - 投票率はどうなる?〜若者と選挙　スタジオゲスト・森川友義（早稲田大学教授）、中村太志郎（大阪大学学生、NPO法人・「ドットジェイピー」関西支部代表）、レポーター・神崎智大
- 第43回　2013年7月26日
  - TPP初参加 日本に交渉の余地はあるのか?　スタジオゲスト・内田聖子（アジア太平洋資料センター事務局長）、レポーター・神崎智大
- 第44回　2013年8月2日
  - 選挙を終えて…今の選挙制度は民意を反映しているのか?　スタジオゲスト・桐山桂一
- 第45回　2013年8月9日
  - 平和を考える〜沖縄　スタジオゲスト・三上智恵（琉球朝日放送アナウンサー＜元毎日放送アナウンサー＞、映画監督）
- 第46回　2013年8月16日
  - 集団的自衛権を考える　スタジオゲスト・坂元一哉（大阪大学大学院教授）、孫崎享（元外務省国際情報局長、元防衛大学校教授）
- 第47回　2013年8月23日
  - 福島第一原発事故　汚染水の問題は…　スタジオゲスト・小出裕章、水口憲哉（東京海洋大学名誉教授）
- 第48回　2013年8月30日
  - 集団的自衛権と憲法9条　スタジオゲスト・中西寛（京都大学大学院教授）、前田哲男
- 第49回　2013年9月6日
  - 徹底討論〜堺市長選挙　スタジオゲスト・竹山修身（現職、堺市長）、西林克（新人）
- 第50回　2013年9月13日
  - 安倍政権が進む道〜「消費税」と「再稼働」　スタジオゲスト・渡辺満久（東洋大学教授）
- 第51回　2013年9月20日
  - ブラック企業の実態〜若者の働き方　スタジオゲスト・村田浩次（弁護士）、中嶌聡（NPO法人「はたらぼ」）
- 第52回　2013年9月27日
  - （次期国会の重要案件シリーズ1）汚染水漏れ問題について、馬淵澄夫議員に聞く　スタジオゲスト・馬淵澄夫（衆議院議員）
- 第53回　2013年10月4日
  - （次期国会の重要案件シリーズ2）（2014年）4月から消費税引き上げ。みなさんどうします?　スタジオゲスト・稲田義久（アジア太平洋経済研究所）
- 第54回　2013年10月11日
  - （次期国会の重要案件シリーズ3）「特定秘密保護法案」を知っていますか?　スタジオゲスト・中山泰秀（衆議院議員。法案のプロジェクトメンバー）、太田健義（弁護士。法案反対派）
- 第55回　2013年10月18日
  - ようやく国会開幕 滋賀県ではオスプレイが飛んだ
- 第56回　2013年10月25日
  - 原子力ムラとの攻防　スタジオゲスト・泉田裕彦（新潟県知事）、古賀茂明（元・経済産業省官僚）、小出裕章
- 第57回　2013年11月1日
  - 汚染水だけじゃない〜メディアも伝えない福島第一原発　スタジオゲスト・木野龍逸（ジャーナリスト）、マコ・ケン（夫婦漫才師「おしどり」）
- 第58回　2013年11月8日
  - 特定秘密保護法案、国会審議入り。今後どうなる?　スタジオゲスト・後藤祐一（民主党衆議院議員・政策調査会副会長筆頭）、リポーター・神崎智大
- 第59回　2013年11月15日
  - あなたにとって「メディア」とは?〜多様な視点を大切に　スタジオゲスト・石井彰（放送構成作家）、矢野宏（新聞うずみ火代表・ジャーナリスト）
- 第60回　2013年11月22日
  - 原発事故対応「国が前に出る」　その真相　コメントゲスト（インタビュー録音）・根本洋子（福島県浪江町から県外避難中の住民）、原奈木巌太郎（東日本大震災被災者支援を行う弁護士）、金子勝
- 第61回　2013年11月29日
  - 強行採決〜特定秘密保護法案　スタジオゲスト・太田健義（弁護士）、レポーター・神崎智大
- 第62回　2013年12月6日
  - 特定秘密保護法案、アメリカの思惑　スタジオゲスト・ルーシー・クラフト（CBS放送東京特派員）、レポーター・神崎智大
- 第63回　2013年12月13日
  - 政界再編につながるのか〜江田憲司衆院議員の思惑　電話ゲスト・江田憲司（衆議院議員　みんなの党を離党後に出場）
- 第64回　2013年12月20日
  - 粛清と防空識別権〜脅威を放つ東アジア情勢　スタジオゲスト・朴一（大阪市立大学大学院教授　北朝鮮情勢研究家）、石平（評論家　中華人民共和国情勢研究家）

### 2014年
- 第65回　2014年1月3日
  - 沖縄から見る2014年　スタジオゲスト・渡辺豪（沖縄タイムス記者）、電話ゲスト・北丸雄二
- 第66回　2014年1月10日
  - 首相の靖国参拝の意味　スタジオゲスト・保阪正康（ノンフィクション作家）
- 第67回　2014年1月17日
  - 阪神・淡路大震災から19年
- 第68回　2014年1月23日
  - どうなる?国会、そして東京都知事選　スタジオゲスト・古賀茂明（元経済産業省官僚）
- 第69回　2014年1月30日
  - 消される地元の声　電話ゲスト・前泊博盛（沖縄国際大学教授）
  - 東京都知事選レポート　レポーター・神崎智大
- 第70回　2014年2月7日
  - 大阪市長出直し選挙　スタジオゲスト・吉富有治（ジャーナリスト）
  - いまNHKで何が起こっているか　スタジオゲスト・永田浩三（元NHK製作局プロデューサー）
- 第71回　2014年2月14日
  - 大阪市の橋下市長辞職へ〜出直し市長選挙の意味は?　スタジオゲスト・坂井良和（大阪維新の会）、辻義隆（公明党）、柳本顕（自由民主党）（いずれも大阪市議会議員）
- 第72回　2014年2月21日
  - 報道の自由度ランキング、日本が59位に急落、なぜ?　スタジオゲスト・大貫康雄（元NHKヨーロッパ総局長）
- 第73回　2014年2月28日
  - メディアが伝えないTPPのお話　スタジオゲスト・内田聖子（アジア太平洋資料センター事務局長）、レポーター・神崎智大
- 第74回　2014年3月7日
  - メディアが伝えていない福島第一原発事故から3年　スタジオゲスト・木野龍逸（ジャーナリスト）、小出裕章
- 第75回　2014年3月14日
  - 原発作業員が語る（原発事故）3年　レポーター・上田崇順
- 第76回　2014年3月21日
  - （東日本大震災の）復興予算は復興に使われているのか?　スタジオゲスト・谷公一（復興庁副大臣、衆議院議員）、電話ゲスト・福場ひとみ（ジャーナリスト）
- 第77回　2014年3月28日
  - 原発事故で住民避難は　電話ゲスト・嘉田由紀子
- 第78回　2014年4月4日
  - 消費税の招待　スタジオゲスト・斎藤貴男（ジャーナリスト）
- 第79回　2014年4月11日
  - どうなる?子供たちの教科書　インタビューゲスト・石垣金星（竹富町在住の運動家）、電話ゲスト・高嶋伸欣（琉球大学名誉教授）
- 第80回　2014年4月18日
  - カジノを解禁するとどうなるか?　スタジオゲスト・吉田哲也（弁護士）、電話ゲスト・勝部悠人（マカオ在住のジャーナリスト）
- 第81回　2014年4月25日
  - 今回の日米交渉をどう見る?　スタジオゲスト・ルーシー・クラフト、レポーター・帯刀（MBS東京支局記者　名不詳）
- 第82回　2014年5月2日
  - 介護はどうなる?〜縮む給付、膨らむ負担　スタジオゲスト・柚木道義（民主党衆議院議員）、レポーター・上田崇順
- 第83回　2014年5月9日
  - 「集団的自衛権」政府方針へ〜尖閣諸島の実情は?　電話ゲスト・大田静男（元石垣市教育委員会文化課長）、大浜長照（医師、元石垣市長）
- 第84回　2014年5月16日
  - 「集団的自衛権」　安倍首相会見を斬る!　電話ゲスト・前田哲男
- 第85回　2014年5月23日
  - 介護医療改革法案を強行採決〜介護の実態　スタジオゲスト・白澤政和（桜美林大学大学院教授）、レポーター・上田崇順
- 第86回　2014年5月30日
  - 大飯原発差し止め判決
  - 集団的自衛権集中審議
- 第87回　2014年6月6日
  - 集団的自衛権について、与党・公明党に聞く　電話ゲスト・上田勇（衆議院議員）
- 第88回　2014年6月13日
  - 集団的自衛権ヤマ場・元官邸キーマンに聞く　スタジオゲスト・柳澤協二（元内閣官房副長官補）
- 第89回　2014年6月20日
  - 国会審議から見える私たちの暮らし　スタジオゲスト・柚木道義（衆議院議員）
- 第90回　2014年6月27日
  - アベノミクスで年金どうなる?　スタジオゲスト・町田徹（ジャーナリスト）
- 第91回　2014年7月4日
  - 集団的自衛権閣議決定〜イラクで何があったのか　電話ゲスト・高遠菜穂子（イラク支援ボランティア）
- 第92回　2014年7月11日
  - 拉致問題〜北朝鮮の本音　スタジオゲスト・朴一、石丸次郎
- 第93回　2014年7月18日
  - 集団的自衛権〜国会審議で見えてきたもの　電話ゲスト・前田哲男
- 第94回　2014年7月25日
  - パレスチナ情勢〜ガザの人たち〜　スタジオゲスト・岡真理（京都大学大学院教授）、今野泰三（日本国際ボランティアセンター・パレスチナ駐在員）
- 第95回　2014年8月1日
  - あれから半年〜NHK問題から考える公共放送　スタジオゲスト・石井彰
- 第96回　2014年8月8日
  - 終戦特集（1）・元日本兵の証言〜戦争の現実とは〜　レポーター・千葉猛
- 第97回　2014年8月15日
  - 終戦特集（2）・16歳の兵士〜戦争に奪われた青春〜
- 第98回　2014年8月22日
  - 自衛隊イラク派遣から考える集団的自衛権　スタジオゲスト・川口創（弁護士）
- 第99回　2014年8月29日
  - 「ピース大阪」リニューアル〜戦争をどう展示するか?　スタジオゲスト・岡田重信（ピース大阪館長）、前田哲男、久保三也子（大阪大空襲経験者）
- 第100回　2014年9月5日
  - 再稼働第一号　地元を取材（川内原子力発電所）　電話ゲスト・徳田勝章（元九州電力社員）
- 第101回　2014年9月12日
  - 福島第一原発〜作業員の3年半　レポーター・上田崇順
- 第102回　2014年9月19日
  - 広島土砂災害から1か月〜関西も危ない〜
- 第103回　2014年9月26日
  - 過激派組織「イスラム国」は何を目指しているのか　スタジオゲスト・酒井啓子（千葉大学教授）　電話ゲスト・北丸雄二（ジャーナリスト・アメリカ合衆国在住）
- 第104回　2014年10月3日
  - 給料〜本当に上がっていますか?　スタジオゲスト・小林美希（労働ジャーナリスト）
- 第105回　2014年10月10日
  - 日本国憲法9条〜ノーベル平和賞逃す　共同代表生出演　スタジオゲスト・竹内康代（憲法9条にノーベル平和賞を実行委員会・共同代表者）
  - 川内原発再稼働〜納得できないだらけの住民説明会を直撃取材　レポーター・千葉猛
- 第106回　2014年10月17日
  - 混迷の香港デモ　その根深い背景は?　電話ゲスト・楢橋里彩（フリーアナウンサー・香港在住）、中島恵（ジャーナリスト）
- 第107回　2014年10月24日
  - 沖縄県知事選〜選挙の裏側伝えます　レポーター・上田崇順
- 第108回　2014年10月31日
  - ぞくぞく疑惑〜政治と金　実態と何が法に触れるのか　スタジオゲスト・柚木道義、上脇博之（神戸学院大学大学院教授）
- 第109回　2014年11月7日
  - どう変わる?労働者派遣法改正案　スタジオゲスト・村田浩治（弁護士）、中嶌聡　電話ゲスト・柚木みちよし
- 第110回　2014年11月14日
  - 選挙とカネ　スタジオゲスト・上脇博之　レポーター・武田一顕（TBSラジオ国会担当記者）
- 第111回　2014年11月21日
  - 解散総選挙!争点アベノミクスを検証　投票材料にして下さい　スタジオゲスト・藻谷浩介（日本総合研究所調査部主席研究員）、高橋洋一（嘉悦大学教授、元財務官僚）
- 第112回　2014年11月28日
  - 総選挙〜候補者の声を聞く〜　スタジオゲスト・盛山正仁、井坂信彦、筒井哲二朗（いずれも兵庫県第1区に立候補を予定していた候補）
- 第113回　2014年12月5日
  - 総選挙〜今日の放送も投票の材料にして下さい　スタジオゲスト・上脇博之
- 第114回　2014年12月12日
  - 総選挙〜特に若い方、選挙の投票の判断材料にして下さい　スタジオゲスト・今野晴貴（NPO・POSSE代表）
- 第115回　2014年12月19日
  - 報ラジ流　総選挙振り返り〜大阪、そして沖縄　スタジオゲスト・吉富有治、電話ゲスト・渡辺豪
- 第116回　2014年12月26日
  - イスラム国の脅威〜テロは近づいているのか?　スタジオゲスト・黒井文太郎（ジャーナリスト）、レポーター・飯島浩樹（TBSテレビ・JNNシドニー駐在記者）

### 2015年
- 第117回　2015年1月2日
  - 世界一ビジネスのしやすい国を目指すのか　スタジオゲスト・朴一、電話ゲスト・北丸雄二
- 第118回　2015年1月9日
  - 読まなくても今夜わかります“トマ・ピケティ”　スタジオゲスト・竹信三恵子（和光大学教授）
- 第119回　2015年1月16日
  - 阪神・淡路大震災20年〜今夜は東遊園地から　現地ゲスト・藤本真一（NPO・阪神・淡路大震災『1.17希望の灯り』（HANDS）代表）他、同団体スタッフ数名
- 第120回　2015年1月23日
  - 交渉期限を迎えた人質問題〜イスラム世界と向き合う　スタジオゲスト・内藤正典（同志社大学大学院教授）、ニシムラ・プペ・カリン（AFP東京支局特派員）
- 第121回　2015年1月30日
  - イスラム国と日本人　スタジオゲスト・常岡浩介（ジャーナリスト）
- 第122回　2015年2月6日
  - イスラム国が人質殺害〜日本政府の対応を検証　スタジオゲスト・アブダーリ・マーゼン（在日ヨルダン人）、大野元裕（参議院議員・中東調査会客員研究委員）
- 第123回　2015年2月13日
  - 旅券返納命令、どう考えますか?　スタジオゲスト・杉本祐一（フリージャーナリスト）、板橋功（公安政策調査会）、石丸次郎
- 第124回　2015年2月20日
  - 株高で日本経済どう見る そして「残業代ゼロ」法案 アメリカの実態　スタジオゲスト・町田徹、中村和雄（弁護士）
- 第125回　2015年2月27日
  - 沖縄で何が起こっているのか?　スタジオゲスト・前泊博盛（沖縄国際大学大学院教授）
- 第126回　2015年3月6日
  - 政治とカネ　補助金企業からの献金　徹底解説　スタジオゲスト・上脇博之（神戸学院大学法科大学院教授）
- 第127回　2015年3月13日
  - 東日本大震災から4年（1）福島と原発のいま　スタジオゲスト・小出裕章、中島孝（「生業を返せ、地域を返せ!」福島原発訴訟の原告団長）
- 第128回　2015年3月20日
  - 東日本大震災から4年（2）原発作業員が語る4年（前）　レポーター・上田崇順
- 第129回　2015年3月27日
  - 東日本大震災から4年（3）原発作業員が語る4年（後）　レポーター・上田崇順
- 第130回　2015年4月3日
  - 奨学金問題〜返済に苦しむ若者たち〜　スタジオゲスト・安田愛（現役大学生）、電話ゲスト・大内裕和（中京大学教授）
- 第131回　2015年4月10日
  - 翁長・菅会談から見えるもの　電話ゲスト・武田一顕、中川賢俊（高森町町議会議員）
- 第132回　2015年4月17日
  - 安倍政権が目指す安保法制の正体　スタジオゲスト・半田滋（東京新聞<中日新聞東京本社>論説委員）
- 第133回　2015年4月24日
  - 原発再稼働をめぐる2つの決定　スタジオゲスト・井戸謙一（高浜原子力発電所差し止め仮処分申請弁護団）、新藤宗幸（行政学者）
- 第134回　2015年5月1日
  - アメリカからリポート!安倍首相訪米を読み解く　電話ゲスト・北丸雄二、問山栄恵（琉球新報ワシントンD.C.特派員記者）
- 第135回　2015年5月8日
  - 公開生放送・いわゆる“大阪都構想”〜松井知事と柳本市議に聞きます（前）　スタジオゲスト・松井一郎（大阪府知事）、柳本顕（大阪市議会議員）
- 第136回　2015年5月15日
  - 公開録音・いわゆる“大阪都構想”〜松井知事と柳本市議に聞きます（後）　スタジオゲスト・松井一郎、柳本顕
- 第137回　2015年5月22日
  - ニッポンの行く末〜TPPと安保〜　レポーター・上田崇順
- 第138回　2015年5月29日
  - マイナンバー制度〜可能性と危険性　スタジオゲスト・坂本団（弁護士）、電話ゲスト・森田博通（内閣官房企画官）
- 第139回　2015年6月5日
  - LGBTsって何?　スタジオゲスト・吉田昌史、南和行（同性愛カップル・弁護士）、電話ゲスト・北丸雄二
- 第140回　2015年6月12日
  - 元人質に聞く〜自衛隊は救出できるのか　スタジオゲスト・常岡浩介、電話ゲスト・高遠菜穂子（イラク支援ボランティア）
- 第141回　2015年6月19日
  - 憲法と集団的自衛権　スタジオゲスト・高作正博（関西大学法学部教授）
- 第142回　2015年6月25日
  - 若者と安保法制　スタジオゲスト・大野至、寺田ともか（以上2名・関西学院大学学生）、野間隆（同志社大学学生）
- 第143回　2015年7月3日
  - 国立競技場の裏側　スタジオゲスト・森山高至（建築エコノミスト）
- 第144回　2015年7月10日
  - 沖縄の真実　電話ゲスト・吉浜忍（沖縄国際大学教授）
- 第145回　2015年7月17日
  - 強行採決（安保法案と新国立競技場を巡る問題の解説）
- 第146回　2015年7月24日
  - 戦後70年（1）敗北の始まり「ミッドウェー海戦」の真実　スタジオゲスト・瀧本邦慶（元海軍兵）
- 第147回　2015年7月31日
  - 戦後70年（2）「特攻」の真実　コメントゲスト・岩井忠熊（元特攻隊員、立命館大学名誉教授）
- 第148回　2015年8月7日
  - 戦後70年（3）世界に届ける被爆者の声　スタジオゲスト・長谷邦彦（京都外国語大学国際平和研究所客員研究員）他学生2名
- 第149回　2015年8月14日
  - 戦後70年（4）安倍首相談話を読み解く　スタジオゲスト・朴一、電話ゲスト・北丸雄二
- 第150回　2015年8月21日
  - 戦後70年（5）戦争孤児　スタジオゲスト・本庄豊（立命館中学校・立命館高等学校教諭）、コメントゲスト・奥出廣司（元戦災孤児）
- 第151回　2015年8月28日
  - 戦後70年（6）地図から消えた島　今も続く毒ガス被害（広島県大久野島）　スタジオゲスト・吉中丈志（京都民医連中央病院院長）

## 特別番組

### 国政選挙関連
MBSラジオでは、国政選挙の投・開票日に、毎日放送ラジオ報道部の独自制作による開票特別番組を関西ローカルで放送。近年の番組では、水野が一貫してメインキャスターを務めてきたほか、主要政党の幹部・注目議員との生中継などを実施してきた。
当番組の放送開始から最初の国政選挙に当たる第46回衆議院議員総選挙では、投・開票当日（2012年12月16日・日曜日）の20:00 - 24:30（翌17日0:30）に、当番組のスタッフによる開票特別番組『報道するラジオ 総選挙開票特別番組“それで、どうなる!”』（ほうどうするラジオ そうせんきょかいひょうとくべつばんぐみ“それで、どうなる!”）を放送。水野・平野・千葉に加えて、『たね蒔き』のニュースキャスターだった亀井希生（毎日放送アナウンサー、『夜ラジ』木・金曜パートナー）がスタジオ進行を担当した。以降の国政選挙でも、投・開票当日の夜に、同様の特別番組を編成している。

### その他

#### 2012年
- 12月31日（月曜日・大晦日）の14:00 - 18:00には、『報道するラジオ 2012年末スペシャル』（ほうどうするラジオ にせんじゅうにねんまつスペシャル）を放送した。例年大晦日に放送してきた『ニュースタックル○○（○○には放送年を西暦で表記、水野と近藤勝重がレギュラーで出演）に代わる報道系の年末特別番組で、水野・近藤に加えて、当番組から平野・千葉・上田が出演。当番組のコンセプトや取り組みを改めて紹介するとともに、2013年を迎える上で見逃せないテーマを4つ設定した上で、該当するテーマの当事者をゲストに招いた。

#### 2013年
- 東日本大震災の発生から3年目を迎える3月11日には、『夜ラジ』との共同企画の一環として、『夜はラジオと決めてます〜大人な音楽館〜』の放送枠（月曜日19:30 - 21:00、以下『大人な音楽館』と略記）に『“報道するラジオ”震災特別番組〜被災地と共に苦悩する関西人〜』（“ほうどうするラジオ”しんさいとくべつばんぐみ〜ひさいちとともにくのうするかんさいじん〜）を放送。千葉が宮城県石巻市からの生中継で登場した他、平野や河本光正（『大人な音楽館』ニュースキャスター、『ネットワーク1・17』元パーソナリティ）が毎日放送本社のラジオスタジオに出演した。
- 12月31日（火曜日・大晦日）の10:00 - 16:00には、『報道するラジオ〜 今年のあのニュース、年の瀬にもう一度じっくり考えましょうスペシャル2013』を放送した。

#### 2014年
- 2月9日『都知事選スペシャル　大阪から”どないやねん！”』
  - 出演：水野晶子、近藤勝重、河合弘之（弁護士）、神崎智大（MBS記者）